# Ainhoa Garai
Ainhoa Garai (Mondragón, 22 de abril de 1983) es una actriz española que trabaja fundamentalmente en su tierra y en su lengua materna, el euskera.

## Biografía
Ainhoa Garai se ha formado como actriz principalmente en el campo del teatro y gracias a su paso por la importante y prolífica serie televisiva Goenkale.

## Trabajos

### Teatro (selección)
- 2011. Monólogos de la vagina (Baginaren Bakarrizketak), junto a Aitziber Garmendia[2]
- 2015. El año que viene, mejor (Datorren urtean hobeto),[3][4] con Iraitz Lizarraga e Itziar Urretabizkaia
- 2015. Mirad, un chaval de Bosnia (Mirad, Bosniako mutiko bat)

### Televisión (selección)
- 2001-2005 Goenkale

### Cine
- 2000. Atzo (Ayer)